# ATR 42
El ATR 42 es un avión comercial regional propulsado por dos motores turbohélice fabricado en Francia e Italia por Avions de Transport Régional. La designación "42" viene del número de asientos estándar de la aeronave, aunque puede variar entre 40 y 50. Este avión fue la base para el desarrollo del ATR 72.

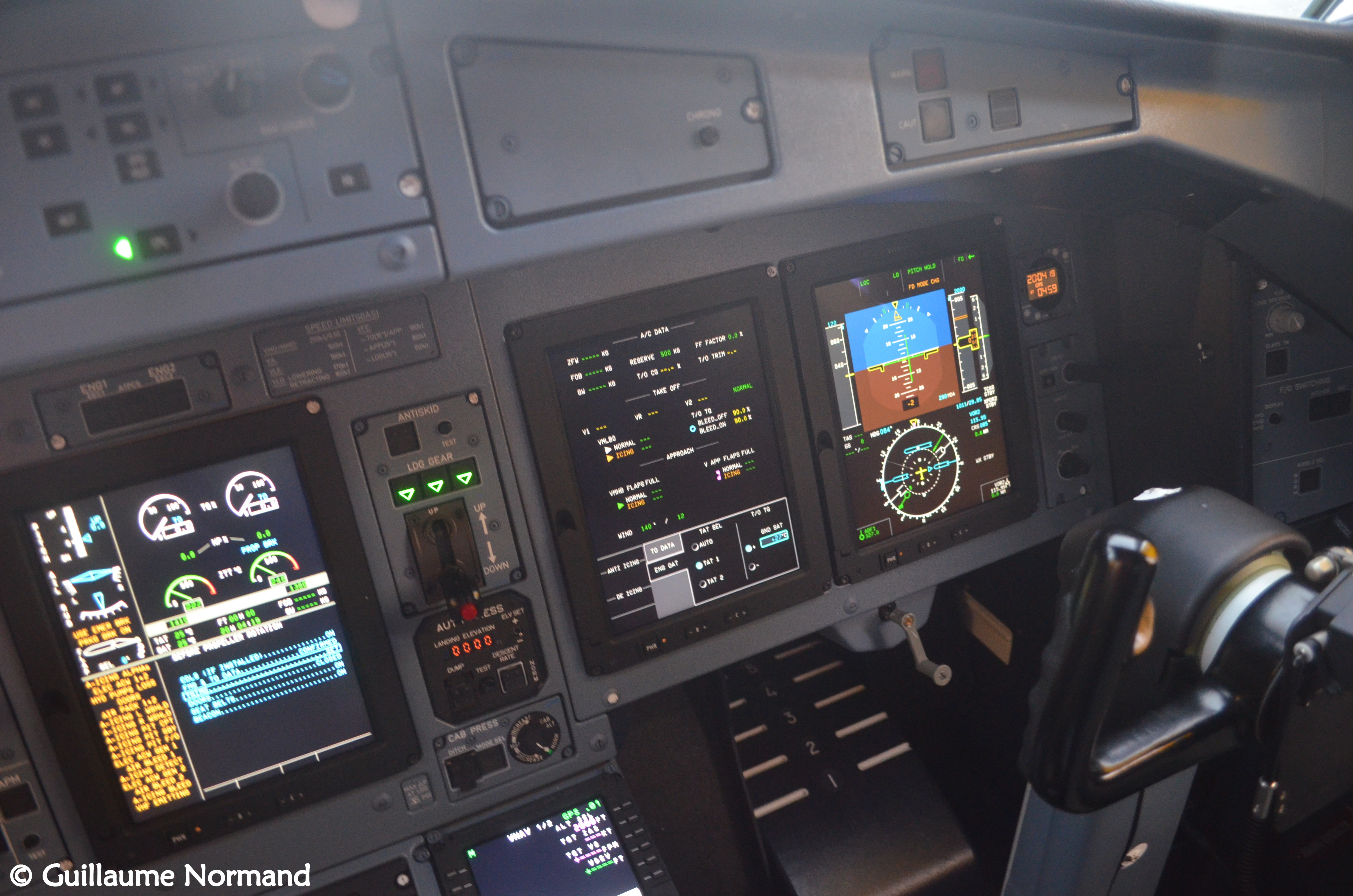
Cabina de cristal del ATR 42-600

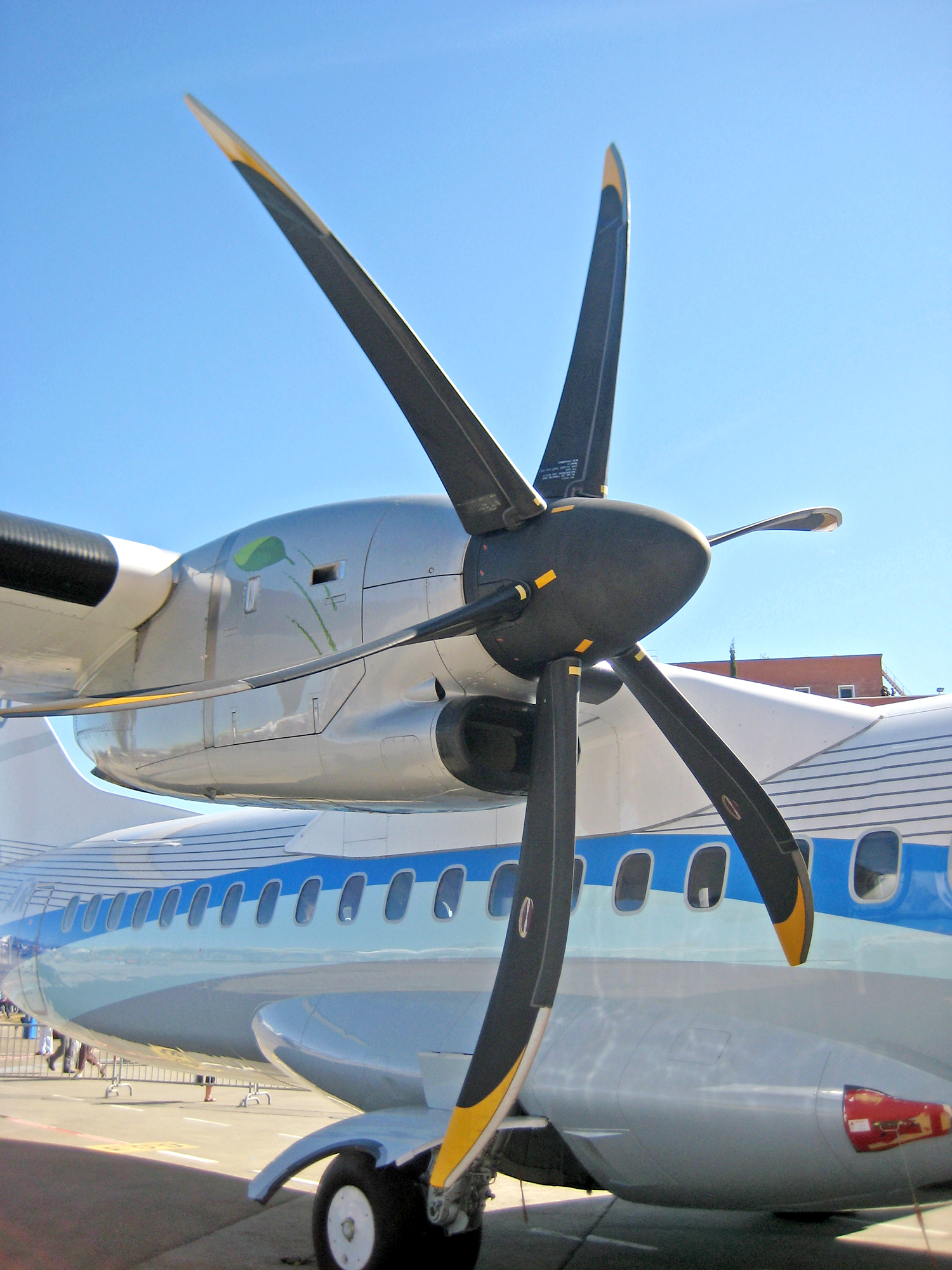
PW127M. Notar las 6 palas.

## Componentes del 42-600
Canadá -  Estados Unidos

### Electrónica
| Sistema                            | País                      | Fabricante         | Notas   |
| ---------------------------------- | ------------------------- | ------------------ | ------- |
| Sensores AoA                       |                           |                    | 2       |
| TAWS                               | Bandera de Estados Unidos | ACSS               | T2CAS   |
| ACAS II                            | Bandera de Estados Unidos | ACSS               | T2CAS   |
| Transpondedor (opción 2014)        | Bandera de Estados Unidos | ACSS               | NXT-600 |
| Sistema de gestión del vuelo (FMS) | Bandera de Estados Unidos | Universal Avionics |         |

#### Propulsión

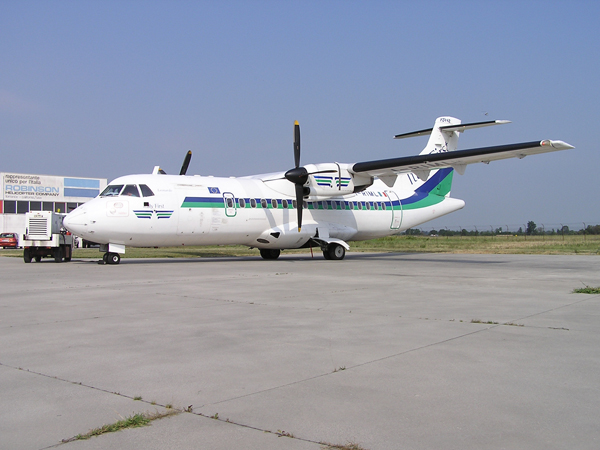
ATR 42 italiano

| Sistema | País              | Fabricante             | Notas      |
| ------- | ----------------- | ---------------------- | ---------- |
| Motor   | Bandera de Canadá | Pratt & Whitney Canada | 2 × PW127M |

## Producción
Actualmente los fuselajes de los ATR son fabricados en Pomigliano d'Arco (Nápoles, Italia) por Alenia Aeronautica. Las alas son instaladas por EADS Sogema Services en Burdeos, Francia, mientras que los últimos detalles, pruebas de vuelo, certificación y entrega están bajo la responsabilidad de ATR en Toulouse, Francia. Algunas secciones de los fuselajes son producidas en la instalación aeroespacial de Shaanxi, China, en las afueras de la ciudad de Xian.

## Variantes

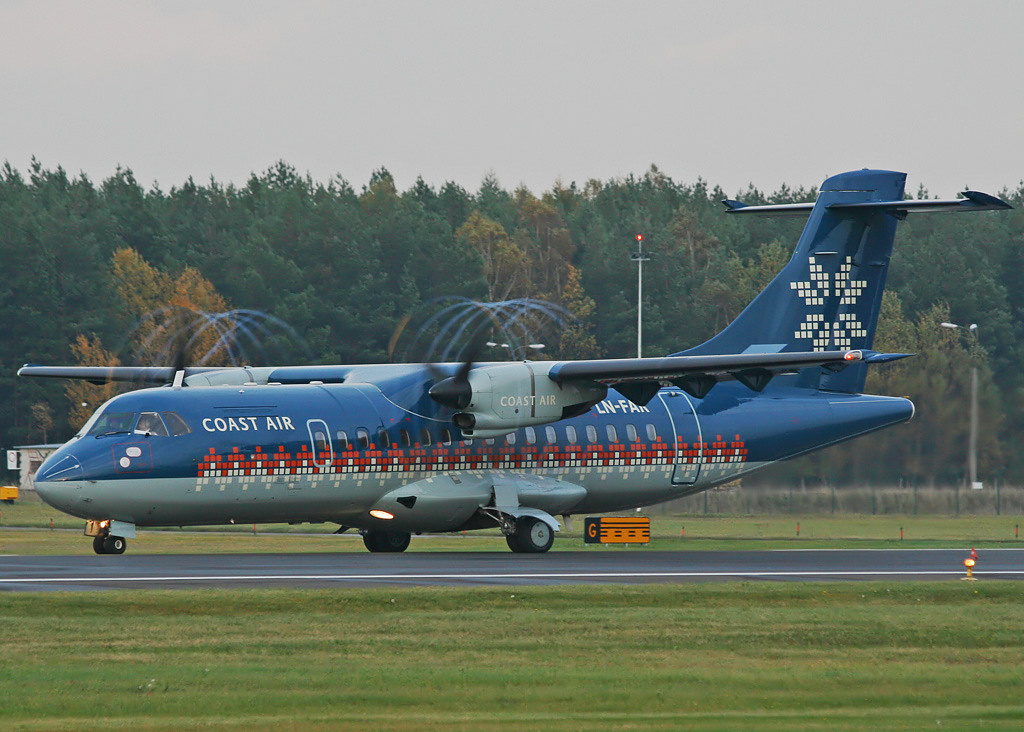
Un ATR-42-320 de Coast Air

Existen tres variantes principales del ATR 42:
- ATR 42-300: ésta es la versión básica, equipada con motores Pratt & Whitney Canadá PW120 de 2000 shp cada uno. Es ampliamente utilizado por grandes y pequeñas empresas regionales y tiene menor costo operativo que cualquier otro avión de su categoría.
- ATR 42-320: idéntico al anterior pero equipado con motores PW121 de 2100 shp cada uno. Esta versión fue desarrollada para mejorar las prestaciones en lugares altos y cálidos.
- ATR 42-400: esta versión reúne los requerimientos de un nivel de confort más alto y mayor capacidad de carga, conservando los bajos costos operativos del ATR 42 básico. Las mejoras incluyen un mejor aspecto interior, con nuevos materiales de absorción de ruido y hélices de seis palas con controles electrónicos. Este avión puede transportar 48 pasajeros con equipaje a una distancia de 800 millas náuticas (1481,6 km).
- ATR 42-500: esta versión está equipada con motores PW127E de 2400 shp cada uno, con hélices de seis palas de diseño avanzado que reducen el ruido y la vibración. La carga que puede transportar se incrementó a 5450 kg y alcanza una velocidad de crucero de más de 300 nudos.
- ATR 42-600: La versión de producción actual es la serie ATR 42-600. El 2 de octubre de 2006, el director ejecutivo de ATR, Stéphane Mayer, anunció el lanzamiento de los aviones de la serie -600; el ATR 42-600 y el ATR 72-600 presentaron varias mejoras para aumentar la eficiencia, la confiabilidad del despacho y reducir el consumo de combustible y los costos operativos. Si bien es muy similar al modelo -500 anterior, las diferencias incluyen la adopción de motores PW127M mejorados, una nueva cabina de cristal y una variedad de otras mejoras menores.

Utilizando el registro de prueba F-WWLY, el prototipo ATR 42-600 voló por primera vez el 4 de marzo de 2010. El primer avión se entregó a la aerolínea tanzana Precision Air en noviembre de 2012.
Como consecuencia de la fuerte demanda de la serie -600, ATR decidió invertir en el establecimiento de una segunda línea de ensamblaje final más moderna y la adquisición de más espacio de hangar en su sitio de Toulouse, junto con una nueva gran área de terminación y entrega; en general, la operación de fabricación se expandió a cuatro veces la huella que tenía en 2005. En octubre de 2015, el director ejecutivo de ATR, Patrick de Castelbajac, declaró que la empresa iba a producir más de 90 aviones ese año y que las nuevas instalaciones de fabricación podrían soportar una tasa de producción de hasta 120 por año. En ese momento, la empresa tenía una acumulación de pedidos de 300 aviones, suficiente para tres años de producción. Durante 2017, ATR estableció una nueva división interna de financiamiento y arrendamiento para ofrecer a los clientes un mayor grado de apoyo y ampliar la gama de servicios de la empresa. Se ha puesto un énfasis considerable en el desarrollo continuo de los modelos de aviones de ATR. Además, a mediados de la década de 2010, surgieron informes de que también se estaba considerando el desarrollo de un modelo ATR de 90 asientos más ampliado; supuestamente, el accionista Airbus se mostró relativamente poco entusiasta por seguir adelante con tal desarrollo, mientras que el director ejecutivo de ATR, Fabrice Brégier, favoreció un enfoque en la resolución de problemas de fabricación.

## Operadores

### Operadores civiles

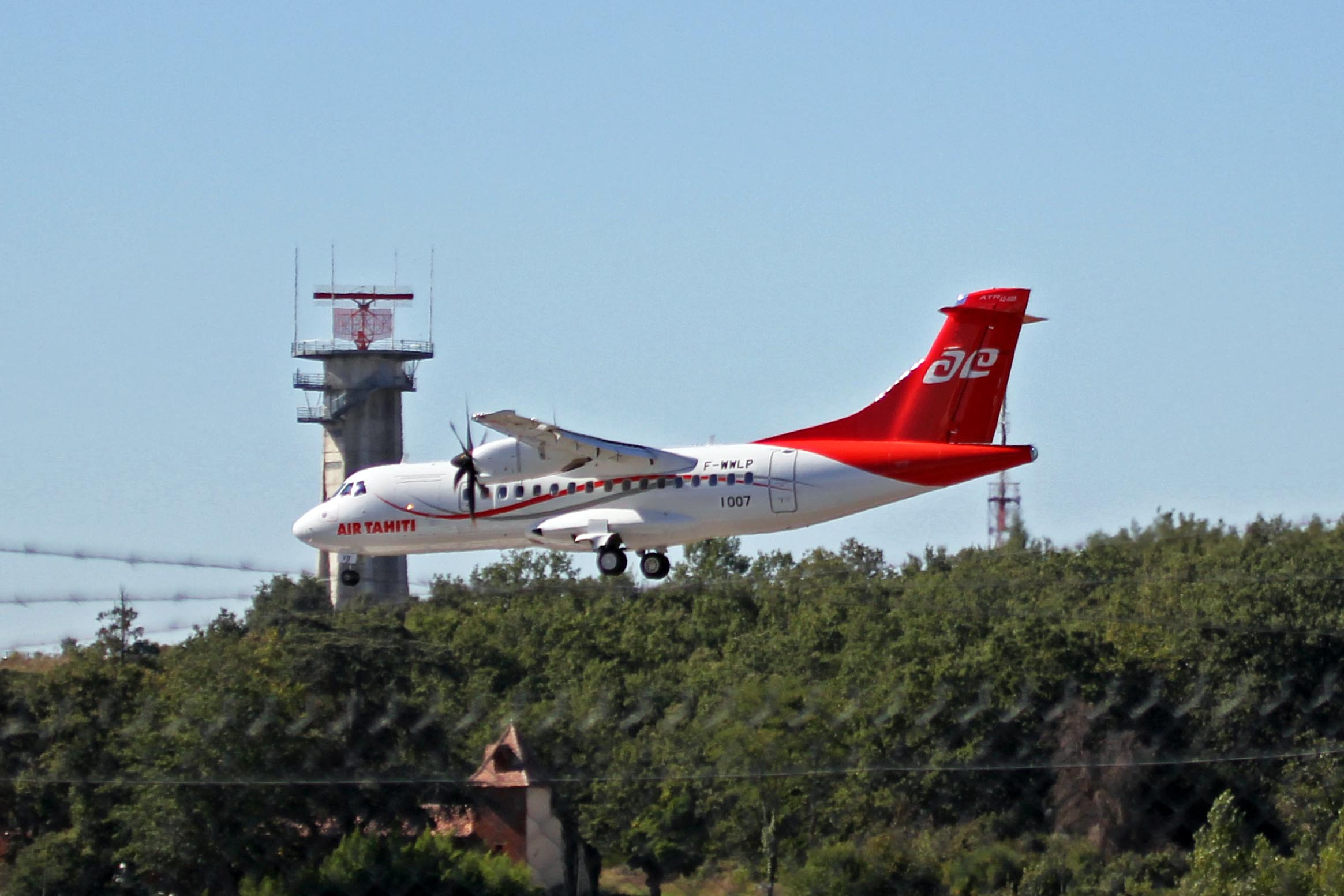
Un ATR 42-600 de Air Tahiti en el Aeropuerto de Toulouse-Blagnac

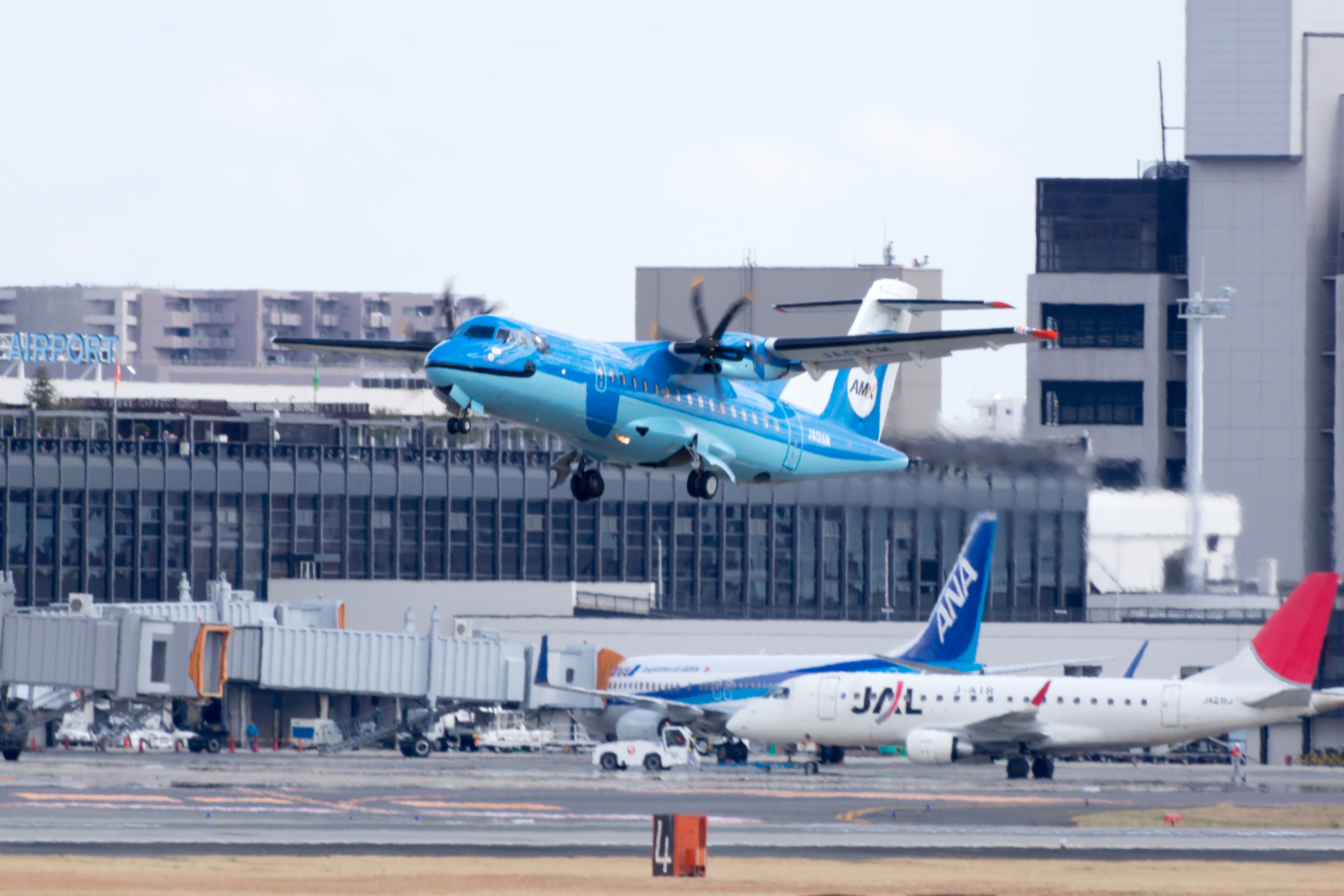
Un ATR 42-600 de Amakusa Airlines en el aeropuerto de Itami

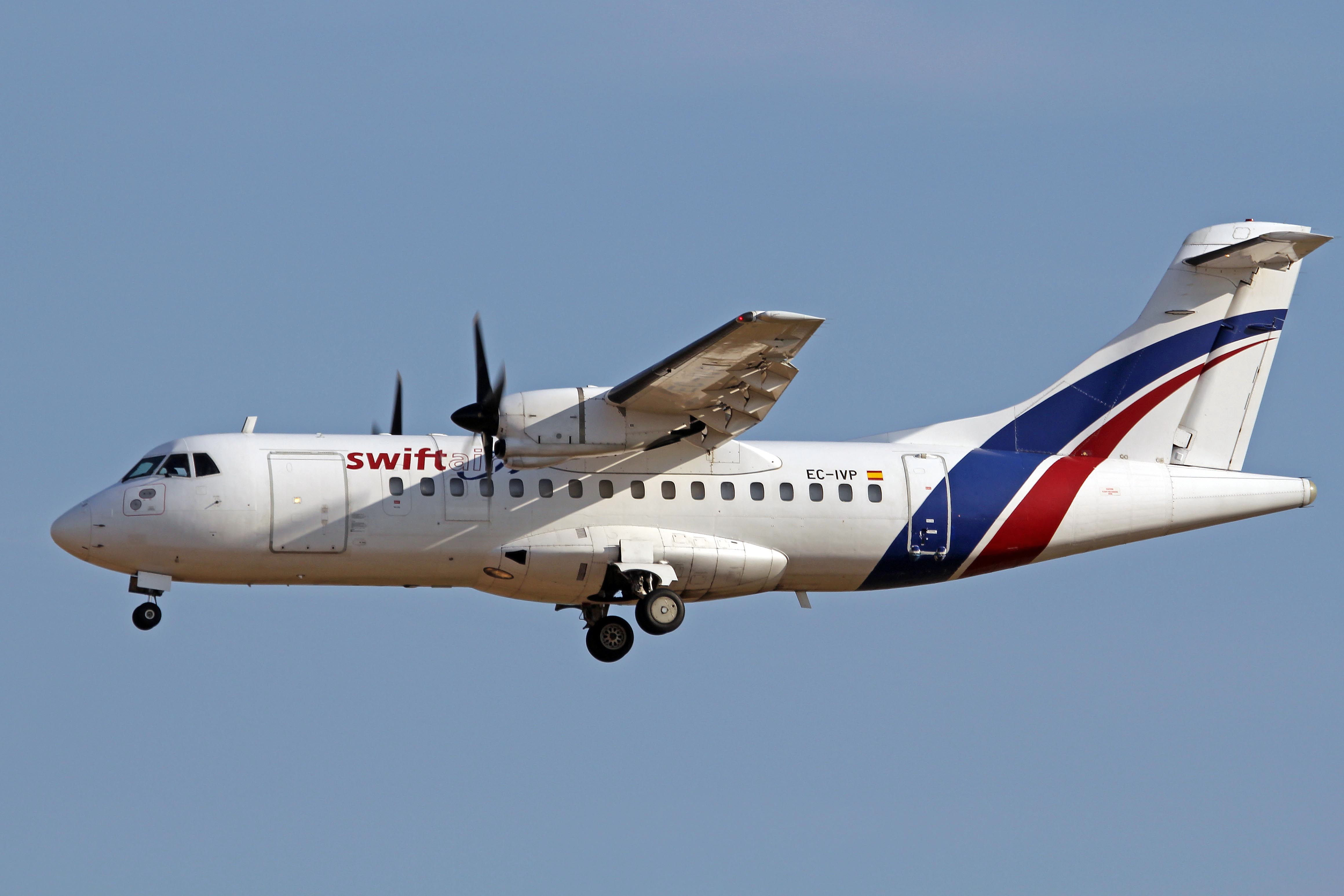
Un ATR 42-300F de Swiftair en el aeropuerto de Palma de Mallorca

Se incluyen en esta lista operadores civiles con unidades a fecha de 4 de octubre de 2020.
- FedEx Express: 17[4]
- Clic Air: 14[5]
- Canadian North: 13[6]
- First Air: 13
- Japan Air Commuter: 9[7]
- Satena: 8[8]
- Empire Airlines: 8[9]
- Silver Airways: 8[10]
- Loganair: 7[11]
- Calm Air International: 7[12]
- Rise Air: 6[13]
- Danish Air Transport: 6[14]
- Aeromar: 5[15]
- Hevilift: 5[16]
- Mountain Air Cargo: 5[17]
- Trigana Air Service: 5[18]
- Air Antilles Express: 5[19]
- LIAT: 5
- Swiftair: 4[20]
- Sky Express: 4[21]
- KrasAvia: 4[22]
- MAP Linhas Aéreas: 4[23]
- Air North: 4[24]
- Zimex Aviation: 4[25]
- Overland Airways: 4[26]
- Olympic Air: 3[27]
- Hokkaido Air System: 3[28]
- Pakistan International Airlines: 3[29]
- Voepass Linhas Aéreas: 3[30]
- Chalair Aviation: 3[31]
- Aerogaviota: 3
- Buddha Air: 3[32]
- Bahamasair: 3[33]
- TAME: 3
- Zimex Aviation Austria: 2[34]
- AirSWIFT: 2[35]
- Oriental Air Bridge: 2[36]
- Alliance Air: 2[37]
- NyxAir: 2[38]
- Air Saint-Pierre: 2[39]
- Hevilift Australia: 2[40]
- Air Tahiti: 2[41]
- Lease Fly: 2
- Fleet Air International: 2[42]
- CEIBA Intercontinental: 2[43]
- Línea Turística Aereotuy: 2
- Fiji Link: 1[44]
- La Costeña: 1[45]
- SIM Air: 1[46]
- Maldivian: 1[47]
- DOT LT: 1[48]
- Precision Air: 1[49]
- Air Madagascar: 1[50]
- interCaribbean Airways: 1[51]
- Wasaya Airways: 1[52]
- Hunnu Air: 1[53]
- Total Linhas Aereas: 1[54]
- Afrijet Business Service: 1[55]
- Amelia International: 1[56]
- Solenta Aviation: 1[57]
- IFL Group: 1[58]
- Air Corsica: 1[59]
- Pelita Air Service: 1[60]
- Amakusa Airlines: 1[61]
- Berjaya Air: 1
- Travira Air: 1[62]
- Blue Islands: 1[63]
- Vensecar Internacional: 1[64]
- Druk Air: 1[65]
- American Jet: 1[66]
- DHL de Guatemala: 1[67]

### Operadores militares
Colombia

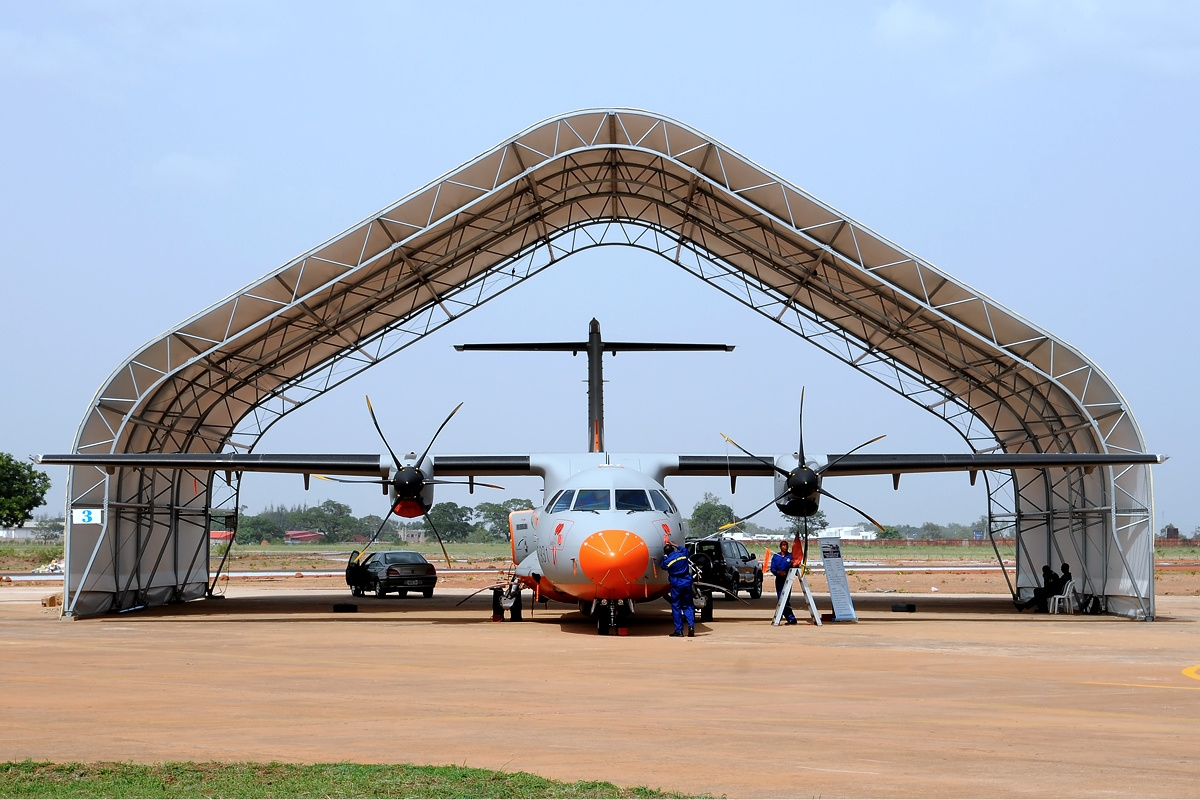
ATR 42-500MP Surveyor de la Fuerza Aérea Nigeriana

- Fuerza Aérea Colombiana: adquiere 2 aeronaves en 2015 para la  Armada Nacional de Colombia[68]

 Gabón
- Fuerza Aérea Gabonesa: 1 ATR-42-300M VIP (TR-KJD, número de serie 131).[69]

 Nigeria
- Fuerza Aérea Nigeriana: 2 ATR-42MP Surveyor encargados en junio de 2007. Fueron entregados en 2009 y estarán basados en Benín City, a 400 kilómetros de Lagos. Sus misiones serán patrulla marítima y SAR. Irán equipados con el sistema ATOS (Airborne Tactical Observation and Surveillance, Vigilancia y Observación Táctica Aerotransportada) de Galileo Aviónica, que consiste en un radar de búsqueda y un dispositivo electroóptico EOST-45.[70]

### Operadores gubernamentales
Italia

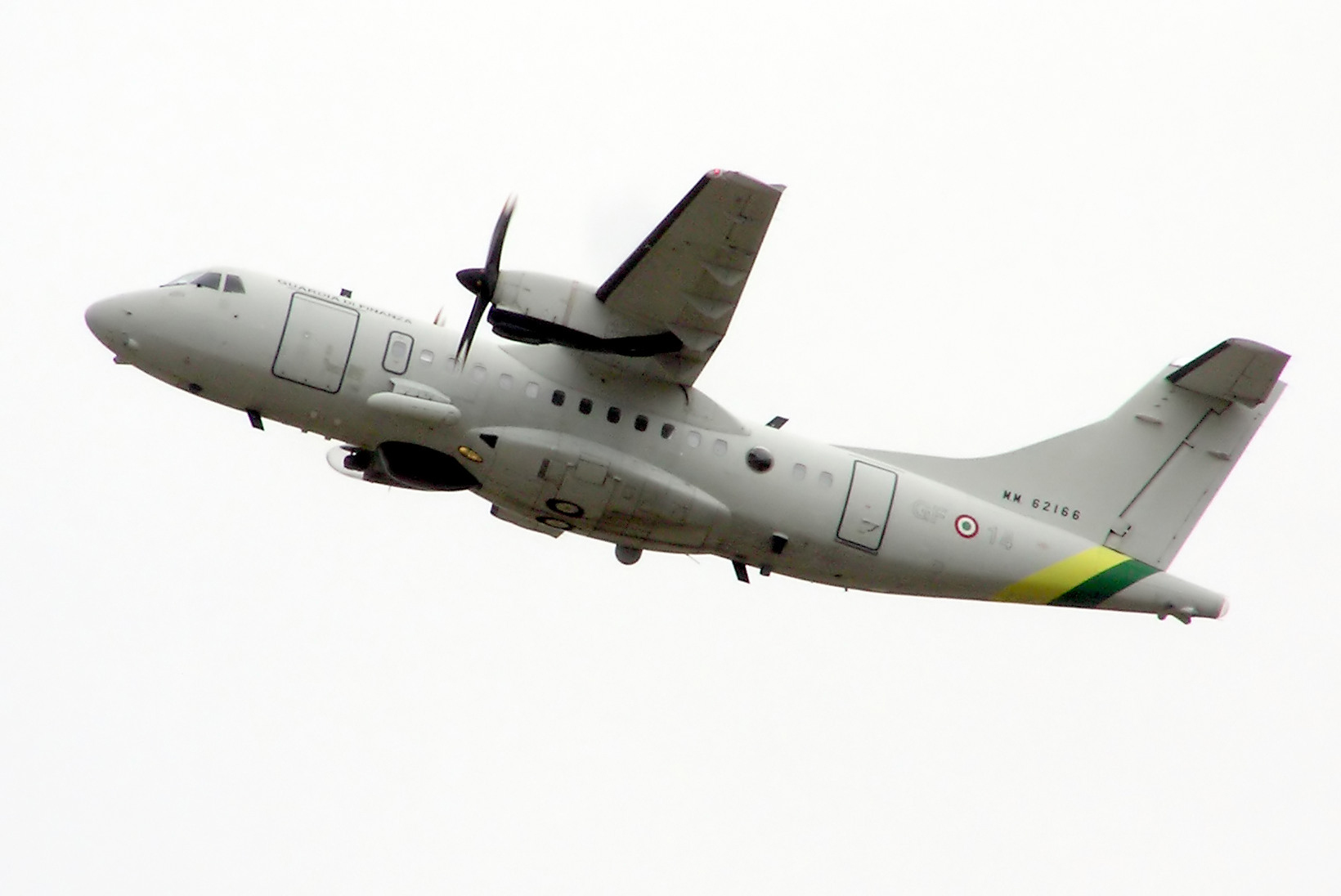
ATR-42-400MP Surveyor de la Guardia di Finanza Italiana.

- Guardia Costera Italiana: 1 ATR-42-400MP Surveyor (10-01, número de serie 466) recibido en abril de 2001 y 1 ATR-42-500MP Surveyor (10-02, 615) para marzo de 2003.[71] En 2008 encargó un tercer ATR-42MP con entrega en 2010. Los tres recibirán nuevos equipos operativos.[72]

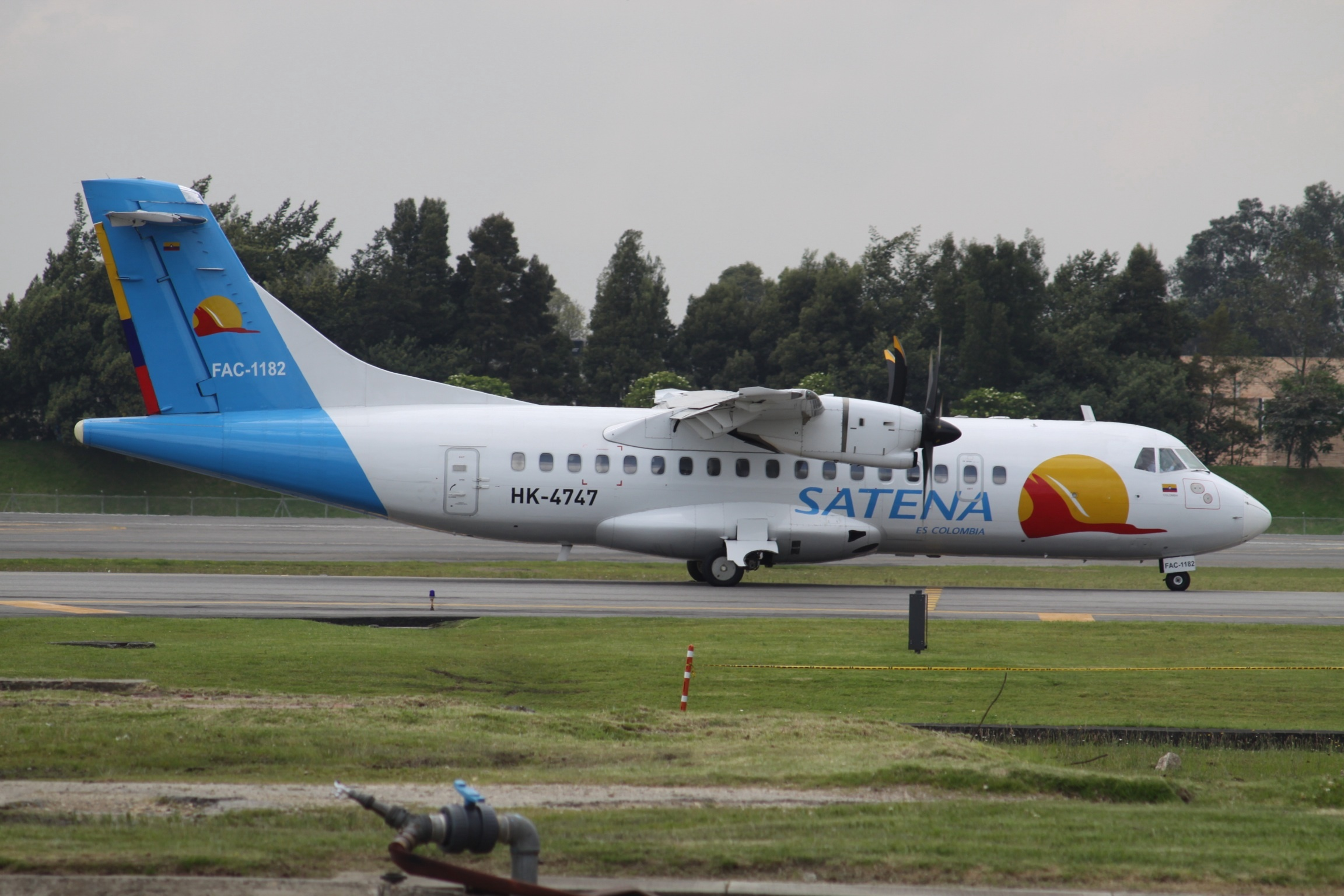
ATR-42-500 De SATENA Colombia.

- ATR-42-500 De SATENA Colombia.Guardia di Finanza: 2 ATR-42-400MP Surveyor (GF-13, número de serie 500 y GF-14, 502) más 1 ATR-42-500MP Surveyor (GF-16, 675) (un cuarto ATR-42MP pedido).[73]

 Colombia
- La policía Nacional de Colombia cuenta ya con 5 ATR42-320 para transporte de personal.
- La aerolínea Satena opera 7 aeronaves ATR42-500

 Libia
- Ministerio del Interior Libio (Agencia General de Seguridad Libia): 1 ATR-42MP Surveyor encargado el 17 de enero de 2008 por 31 millones de euros, con entrega prevista para 2009. Se ocupará de misiones de patrullaje marítimo, control de contaminación y SAR. Irá equipado con radar de búsqueda y un conjunto de sensores electroópticos y tendrá capacidad de lanzamiento de equipo para rescate.[74]

 Ecuador
- TAME: 3 ATR 42-500 usados en vuelos de bajo costo hacia poblaciones en la selva ecuatoriana.,[75]
- La Fuerza Aérea Ecuatoriana ante la fallida compra de 2 aviones MA60 va a abrir una licitación internacional para reemplazar a sus Avro 748 con 40 años de servicio.[76]

### Antiguos Operadores

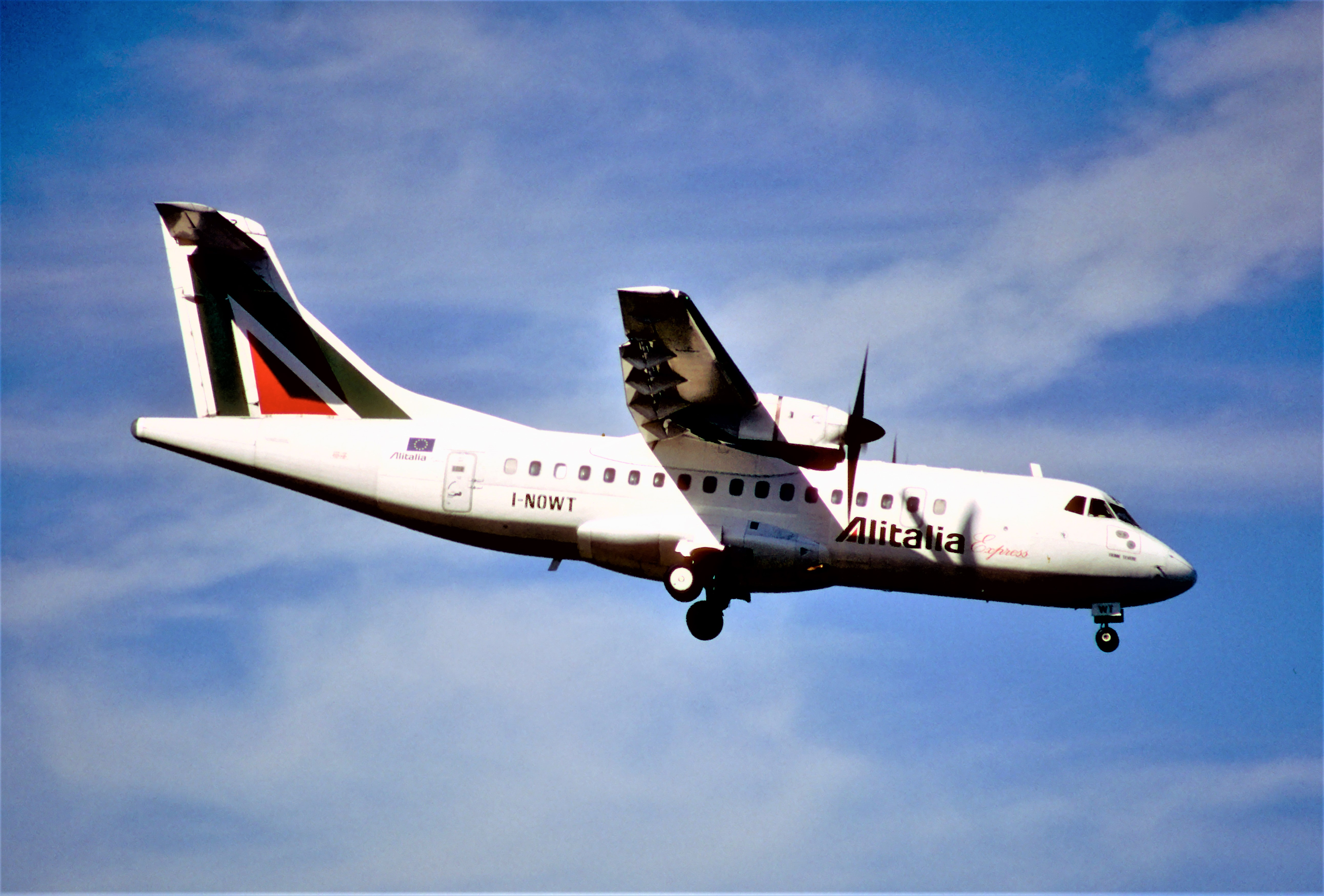
Un ATR-42-300 de Alitalia Express

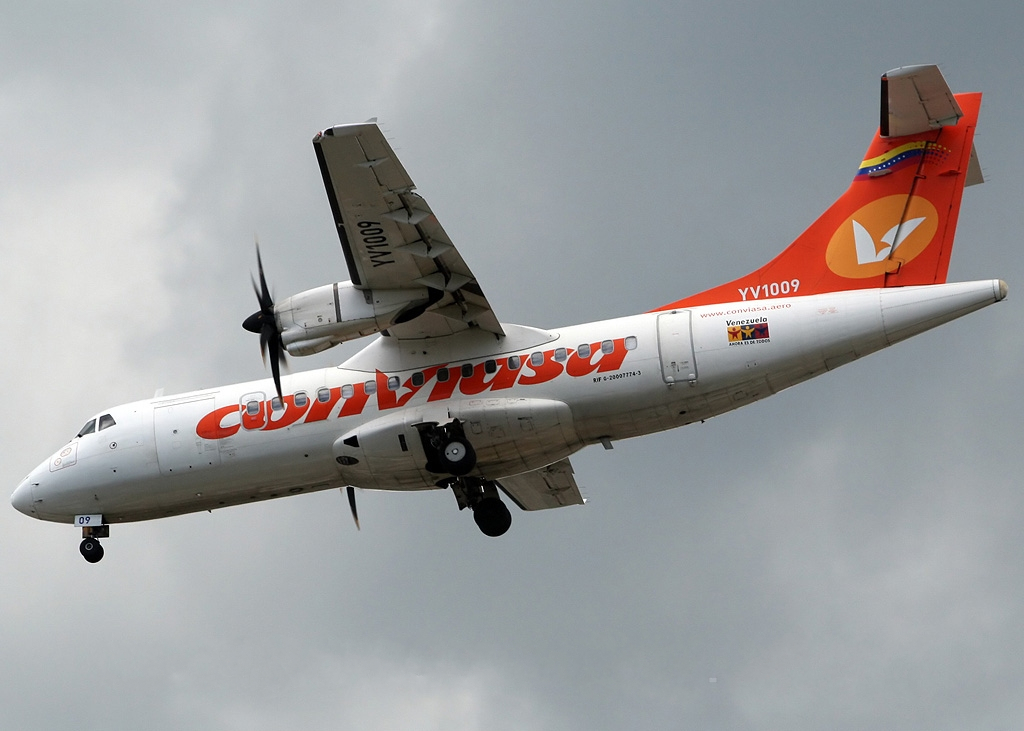
Un ATR 42-420 de Conviasa

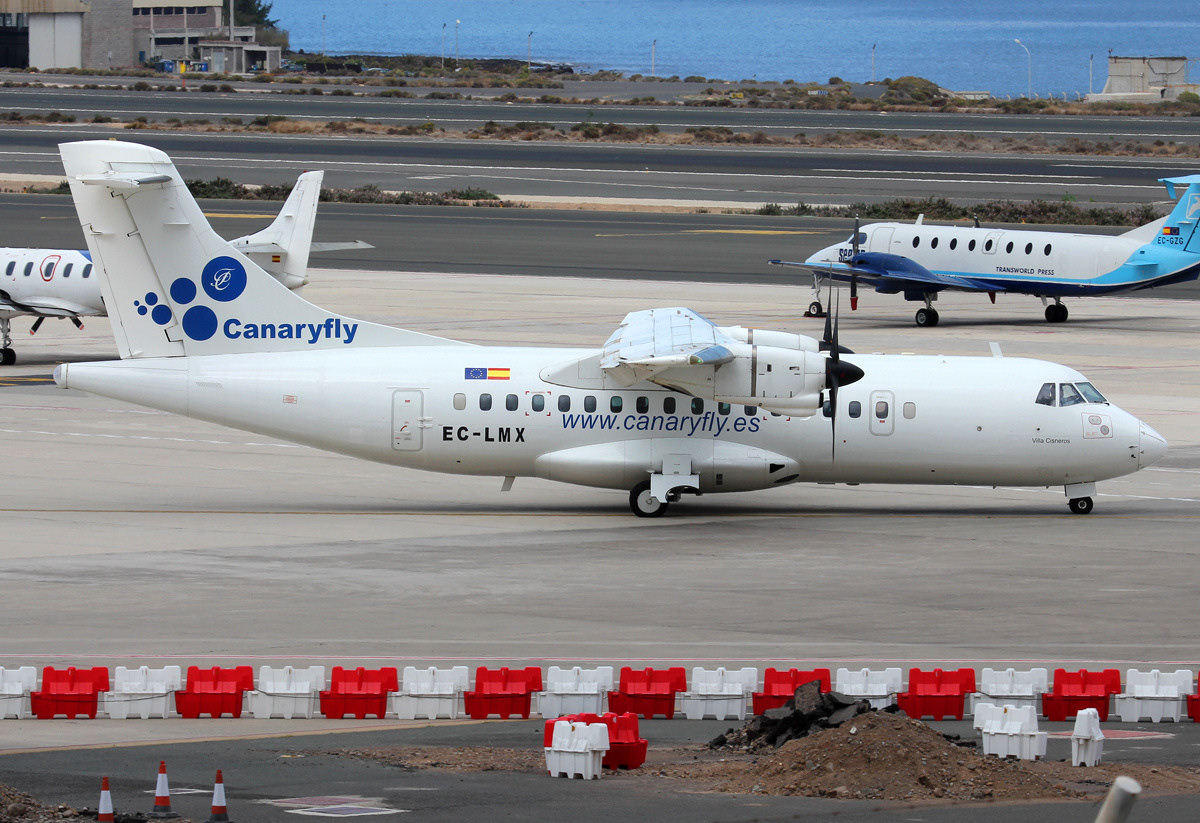
Un ATR-42-320 de CanaryFly en el aeropuerto de Gran Canaria

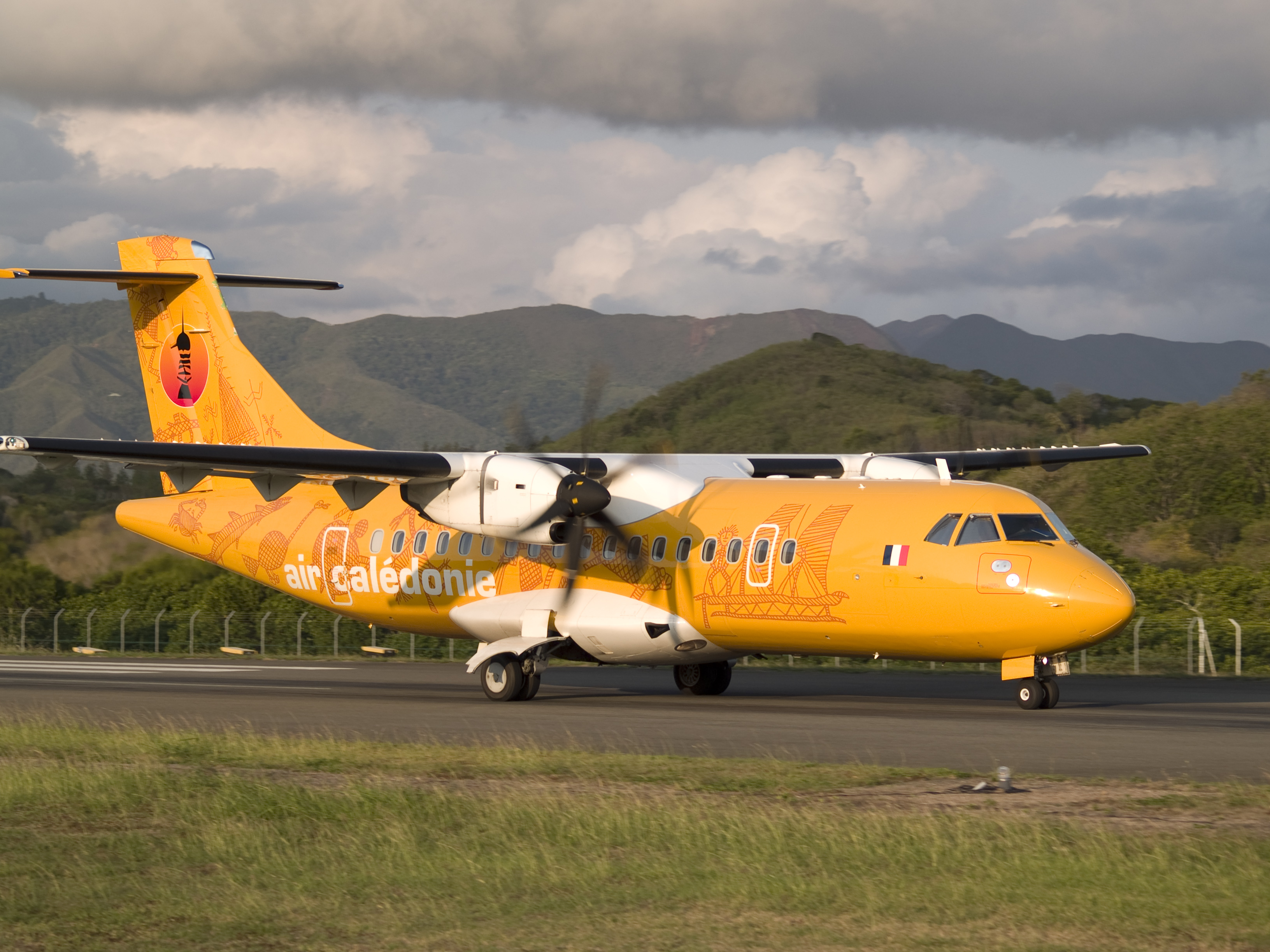
Un ATR-42-300 de Air Calédonie en el aeropuerto de Numea Magenta

#### América
Brasil
- Azul Linhas Aéreas Brasileiras (9)[77]
- Sideral Air Cargo (1)[78]

 Canadá
- Pascan Aviation (3)[79]
- Morningstar Air Express (1)[80]

 Estados Unidos
- ExpressJet Airlines (31)[81]
- Bar Harbor Airlines (24)[82]
- Flagship Airlines (20)[83]
- Trans States Airlines (9)[84]
- 'Ohana by Hawaiian (4)[85]
- United Nations (2)[86]
- Northern Air Cargo (1)[87]

 Francia
- Air Caraïbes (2)[88]

 Guatemala
- Aviateca (3)[89]

 Haití
- Sunrise Airways (1)[90]

 Honduras
- Avianca Honduras (5)[91]

 Venezuela
- Conviasa (4)[92]

#### Oceanía
Australia
- Toll Air: 2[93]

 Francia
- Air Caledonie Airlines (5)

 Papúa Nueva Guinea
- Air Niugini (1)[94]

 Vanuatu
- Air Vanuatu (1)[95]

#### África
Botsuana
- Air Botswana (10)[96]

 Cabo Verde
- Cabo Verde Airlines (5)[97]

 España
- Canaryfly (2)[98]

 Guinea Ecuatorial
- CEIBA Intercontinental (2)[99]

 Kenia
- Fly540 (3)[100]

 Libia
- Libyan Airways (2)[101]

 Marruecos
- Royal Air Maroc (4)[102]

 Mauricio
- Air Mauritius (5)[103]

 Sudáfrica
- Comair (3)[104]

 Túnez
- Tunisair Express (1)[105]

#### Asia
Afganistán
- Kam Air (2)[106]

 Azerbaiyán
- Azerbaijan Airlines (2)[107]

 Birmania
- Myanmar National Airlines (1)[108]
- Myanmar Airways International (1)[109]

 India
- Air India Regional (7)[110]

 Indonesia
- Xpressair (3)[111]
- TransNusa (2)[112]

 Irán
- Iran Aseman Airlines (1)[113]

 Israel
- Israir (5)[114]

 Laos
- Lao Airlines (1)[115]

 Omán
- Oman Air (4)[116]

 Rusia
- Utair (12)[117]
- NordStar (5)[118]

 Tailandia
- Thai Airways (2)[119]
- Bangkok Airways (1)[120]

#### Europa
Alemania
- Eurowings (29)[121]
- Lufthansa CityLine (7)[122]
- DLT Luftverkehrsgesellschaft (5)[123]
- Avanti Air (5)[124]

 Bulgaria
- Fleet Air Bulgaria (2)[125]

 Croacia
- Croatia Airlines (3)[126]

 España
- Air Europa Express (2)[127]
- Air Nostrum (2)[128]

 Francia
- Air France Hop (13)[129]
- Regourd Aviation (1)[130]

 Grecia
- Astra Airlines (2)[131]

 Irlanda
- ASL Airlines Ireland (7)[132]
- Aer Lingus Regional (5)[133]
- Ryanair (4)[134]
- Stobart Air (3)[135]

 Italia
- Air Dolomiti (16)[136]
- Alitalia (8)[137]

 Letonia
- RAF-Avia (1)[138]

 Lituania
- Air Lituanica (1)[139]

 Portugal
- Portugália (2)[140]
- White Airways (2)[141]

 Reino Unido
- Titan Airways (2)[142]
- Aurigny Air Services (2)[143]

 República Checa
- Czech Airlines (14)[144]

 Rumania
- TAROM (9)[145]

 Suecia
- Scandinavian Airlines System (1)[146]

## Accidentes
- 15 de octubre de 1987: Un ATR 42-300 de la compañía italiana ATI se estrella en los Dolomitas (Italia): 37 muertos.
- 21 de agosto de 1994: Un ATR 42-312 de la Royal Air Maroc se estrella cerca de Agadir (Marruecos), causando la muerte a 44 personas. Según la comisión de investigación, el piloto provocó “intencionadamente la caída” del aparato para suicidarse.
- 30 de julio de 1997: Un ATR 42-500 de la compañía francesa Air Littoral, calcula erróneamente el aterrizaje en el aeropuerto de Florencia (Italia) y acaba en una autopista. Muere el piloto y dos tripulantes resultan heridos.
- 12 de noviembre de 1999: Un ATR 42-312 del Programa Mundial de Alimentos (PMA) causa la muerte a sus 24 pasajeros al chocar con una colina de Kosovo.
- El 21 de febrero de 2008: Un ATR 42-300, vuelo 518 de Santa Bárbara Airlines (Venezuela), con ruta desde el Aeropuerto Alberto Carnevalli hacia el Aeropuerto Internacional de Maiquetía -Simón Bolívar-, en Maiquetía, estado Vargas (actual estado La Guaira), que sirve a la ciudad de Caracas, se estrella, falleciendo sus 43 pasajeros y 3 tripulantes en la Región de los Andes de Venezuela, en el Páramo de los Conejos en el Estado Mérida (Venezuela), a 5 millas del Aeropuerto Alberto Carnevalli de Mérida, en las coordenadas 8°39′33″N 71°14′17″O. Las causas que determinaron el accidente son que debido a la aproximación del vuelo de Avior y que comprometía la salida a la hora estipulada del Vuelo de Santa Bárbara, el piloto Aldino Garanito y el copiloto Dennis Ferreira apresuraron su rodaje a pista, sin cumplir con los tres minutos reglamentarios de espera que indica el fabricante del avión para que los equipos de la aeronave se acoplen desde el momento del encendido.  Al no estar acoplados los equipos, los giróscopos de la aeronave no emitían ninguna información digital, lo que para los pilotos significaba salir a oscuras tal y como lo reveló la caja de voz.  Sin embargo, cabe destacar que la ruta utilizada por el Vuelo 518 y el vuelo de Avior no era la ruta autorizada por el Instituto Nacional de Aeronáutica Civil para ir del Aeropuerto de Mérida a Maiquetía. La ruta autorizada sería: saliendo de Mérida con rumbo al oeste, se sobrevuela Lagunillas y Estanques, se vira al norte para tomar un corredor entre las montañas de Mesa Bolívar y Chiguará, se sigue hacia El Vigía y nuevamente un viraje hacia el este y se sobrevuela poco después Carora, Barquisimeto, para tomar el rumbo hacia el centro del país. La tripulación de Santa Bárbara Airlines tomó una ruta alterna, virando 180° en el corredor vial Río Chama —sobre Lagunillas—, pasando a través de un estrecho corredor en el Páramo de los Conejos.  Una vez que despegaron, los pilotos decidieron dejar al avión de Avior volar pegado a la cordillera sur (Sierra Nevada), para que pudiese aterrizar, mientras que el avión de Santa Bárbara voló pegado a la cordillera norte (Cara del Indio). Una vez en el aire, comenzaron el viraje a la derecha muy cerca de la cordillera norte, y al no tener los giróscopos aún funcionando, se encontraron posiblemente con una nube que los desorientó espacialmente, lo que los llevó a colisionar contra la montaña.
- 13 de septiembre de 2010: El vuelo 2350 de Conviasa, un ATR 42-320, con matrícula YV-1010, que cubría la ruta Porlamar – Puerto Ordaz se estrelló en el patio de chatarra de la empresa SIDOR, a pocos kilómetros del Aeropuerto Internacional Manuel Piar de Puerto Ordaz. Un total de 34 personas sobrevivieron y otras 17 murieron al estrellarse la aeronave con un total de 51 personas a bordo. La causa del accidente se atribuyó a una falla de los controles del avión.
- 16 de agosto de 2015: El vuelo 267 de Trigana Air Services, un ATR 42-300, despegó del aeropuerto de Sentati en Jayapura  hasta el aeropuerto internacional de  Oksibil, en Oksibil, el avión perdió el contacto del radar cuando sobrevolaba Papúa, en Indonesia. El vuelo desapareció 30 minutos después del despegue, tras informar de la desaparición el mismo día, el gobierno indonesio confirmó la caída de la aeronave. Sus restos destrozados fueron encontrados por habitantes de la región terminando en la muerte de los 49 pasajeros (incluyendo 5 niños) y 5 tripulantes. Es el accidente más mortal de un ATR 42 hasta la fecha.
- 7 de diciembre de 2016: Un ATR 42-500 de PIA (Pakistan International Airlines) operado como PK-661 con 42 pasajeros y cinco miembros de la tripulación, que volaba desde Chitral a Islamabad se estrellaba cerca de la ciudad de Havelian (Pakistán). Poco después de que el piloto realizara una llamada de emergencia, la torre de control perdió el contacto con la nave. No hubo supervivientes.[147]
- 13 de diciembre de 2017: El vuelo 282 de West Wind Airlines, un ATR 42-320 se estrelló a pocos kilómetros del Aeropuerto de Fond-du-Lac. La investigación afirmó que el accidente fue provocado por congelación atmosférica.
- 6 de noviembre de 2022: El vuelo 494 de Precision Air, un ATR 42-500 que transportaba a 39 pasajeros y 4 miembros de la tripulación se estrelló en el lago Victoria mientras intentaba aterrizar en Bukoba con poca visibilidad y mal tiempo; 19 personas murieron.

## Especificaciones (ATR 42-600)
Referencia datos: ATR 42-600 Leaflet (atraircraft.com)

### Características generales
- Tripulación: 2
- Capacidad: 44-50 pasajeros
- Longitud: 22.67 m
- Envergadura: 24.57 m
- Altura: 7,6 m (24,9 ft)
- Superficie alar: 54.50 m²
- Peso vacío: 11550 kg
- Peso útil: 4500 kg
- Peso máximo al despegue: 18600 kg
- Planta motriz: 2× turbohélice Pratt & Whitney Canada PW127M.
  - Potencia: 1611 kW (2160 HP; 2190 CV) cada uno.
- Hélices: 1× Hamilton Standard 568F por motor.

### Rendimiento
- Velocidad crucero (Vc): 300 KTAS / 556 km/h (95% MTOW, ISA, FL óptimo)
- Alcance: 716 nm / 1326 km
- Alcance en combate: km
- Alcance en ferry: km
- Régimen de ascenso: 1851 ft/min / 9,40 m/s

### Desarrollos relacionados
- ATR 72

### Aeronaves similares
- Antonov An-140
- Bombardier Dash 8 Q200
- Dornier 328
- Embraer EMB 120 Brasilia
- Fokker F27 y Fokker 50
- Ilyushin Il-114
- Saab 340 y 2000

### Listas relacionadas
- Anexo:Aviones de línea regionales